# Pearl Thusi
Sithembile Xola Pearl Thusi (* 13. Mai 1988 in KwaNdengezi) ist eine südafrikanische Schauspielerin und Moderatorin.

## Leben und Wirken
Thusi nahm 2003, im Alter von 15 Jahren, an der Miss-Teen-Wahl in Südafrika teil und war im Anschluss in der Werbung und als Model tätig. Ein Theaterstudium an der University of Witwatersrand in Johannesburg brach sie nach der Geburt ihrer Tochter ab. International bekannt wurde sie mit ihrer Rolle in der Fernsehserie Quantico in der sie in der zweiten Staffel eine Hauptrolle innehatte. Davor war sie bereits in der südafrikanischen Telenovela Isidingo in der Rolle Palesa Motaung zu sehen, moderierte Shows wie The Real Goboza, Tropika Island of Treasure und LiveAMP, Südafrikas bekannteste Musikshow und war Teil des Casts der Fernsehserie Zone 14. Für ihre Mitwirkung an Zone 14 wurde sie für den South African Film and Television Award in der Kategorie Beste Nebendarstellerin nominiert. Außerdem war sie 2015 in der deutschen Produktion Einfach Rosa – Wolken über Kapstadt und in der US-amerikanischen Horrorkomödie Tremors 5 – Blutlinien zu sehen. 2017 war sie in der Netflix-Produktion Catching Feelings in einer Hauptrolle zu sehen und im Jahr 2020 spielt Thusi die Titelrolle der Netflix-Original-Serie Queen Sono.

## Filmografie (Auswahl)
- 2006: Family Bonds (Fernsehserie, Folge 2.12)
- 2009: Eine Detektivin für Botswana (The No. 1 Ladies’ Detective Agency, Fernsehserie, Folge 1.06: Schönheit und Tugend)
- 2011–2012: Zone 14 (Fernsehserie)
- 2013: Isidingo (Fernsehserie)
- 2015: Tremors 5 – Blutlinien (Tremors 5 – Bloodlines)
- 2015: Einfach Rosa – Wolken über Kapstadt
- 2016: Kalushi: The Story of Solomon Mahlangu
- 2016–2017: Quantico (Fernsehserie, 17 Folgen)
- 2017: Catching Feelings
- 2018: Scorpion King: Das Buch der Seelen (The Scorpion King: Book of Souls)
- 2020: Bulletproof 2
- 2020: Queen Sono (Fernsehserie, 6 Folgen)
- 2022: Fistful of Vengeance